# Lichterfest Lyon

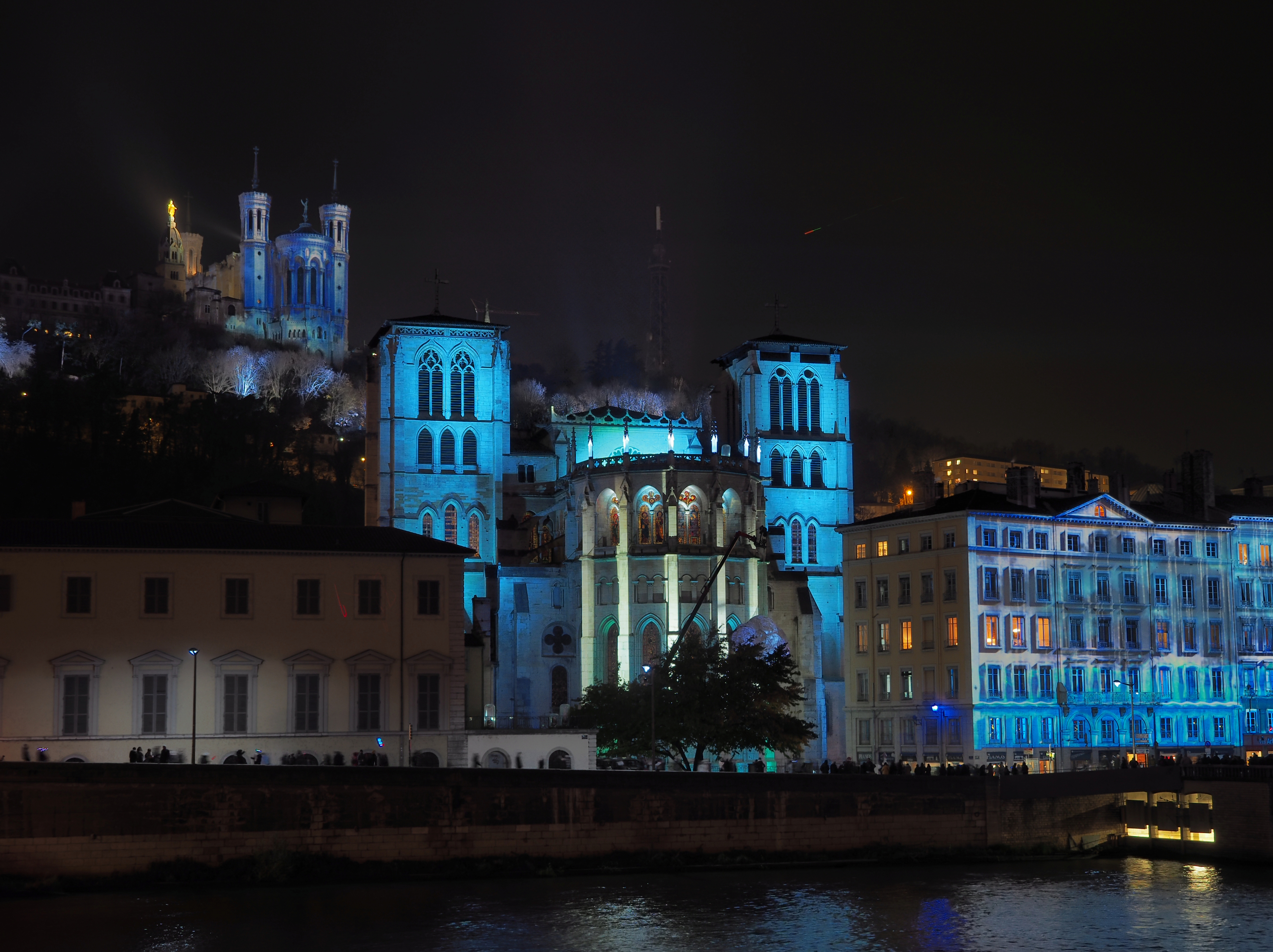
Blick auf die Kathedrale Saint-Jean mit der Basilika Notre-Dame de Fourvière im Hintergrund (2019)

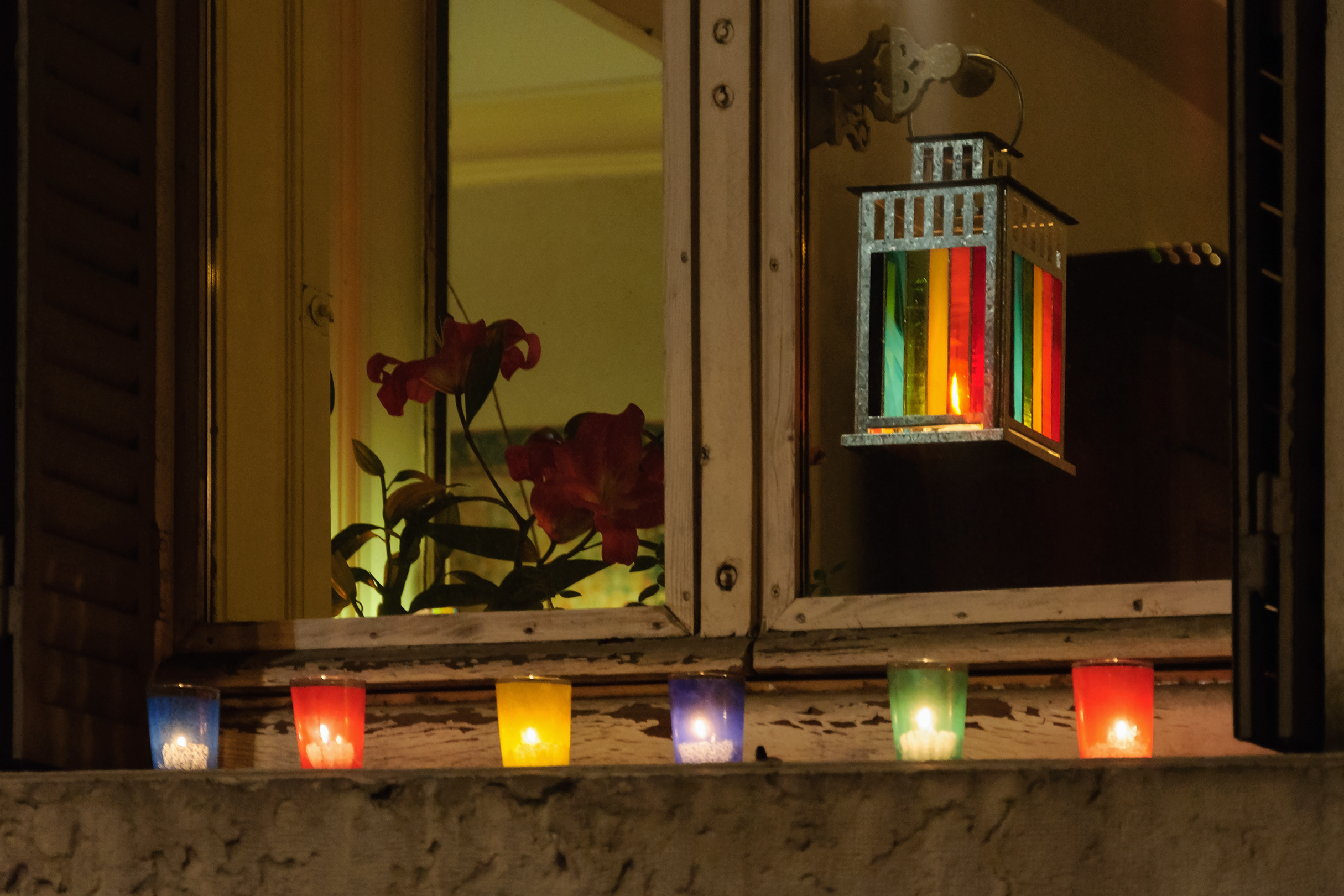
Dem Brauch zufolge werden am 8. Dezember Kerzen ins Fenster gestellt

Das Lichterfest Lyon (französisch: Fête des Lumières) wird jährlich am 8. Dezember in Lyon (Frankreich) ausgerichtet.

## Beschreibung
Das Lichterfest findet am 8. Dezember statt, an dem Tag von der unbefleckten Empfängnis Mariens. Es ist ein bedeutender Wirtschaftsfaktor für die Stadt Lyon geworden und dauert heutzutage vier Abende lang. Rund vier Millionen Menschen nehmen jedes Jahr an dem Fest teil.
Neben Lichtilluminationen historischer Monumente und Brücken, die über die gesamte Stadt verteilt werden, finden auch Tanzaufführungen und Straßenkonzerte statt.

## Geschichte
Der Tradition zufolge danken Bewohner Lyons mit brennenden Kerzen der Jungfrau Maria dafür, dass die Stadt 1643 vor der Pest bewahrt wurde.